# Привидения в замке Шпессарт
«Привиде́ния в за́мке Шпе́ссарт» (нем. Das Spukschloß im Spessart) — художественный фильм 1960 года, музыкальная комедия. Производство «Георг Витт-фильм», Мюнхен, ФРГ. 

Премьера состоялась 15 декабря 1960 года в Западном Берлине, в киноконцертном зале «Глория».

## Сюжет
Второй фильм комедийной трилогии Курта Хофмана по мотивам произведения Вильгельма Гауфа. Разбойники из первой части «Харчевня в Шпессарте» (1958) были пойманы и замурованы заживо. Много лет спустя их кости были найдены при прокладке шоссе. Теперь привидения разбойников обитают в замке Шпессарт и помогают молодой Шарлотте Зандау, потомку графини Франциски в делах и в любви.
О дальнейших приключениях рассказывает третий фильм — «Прекрасные времена в Шпессарте» (1967).

## В ролях
- Лизелотта Пульвер — графиня Шарлотта фон Зандау
- Хайнц Бауман — Мартин Хартог
- Ханна Видер — привидение Катрин
- Эльза Вагнер — тётя Ивонна
- Эрнст Вальдов — дядя Эрнст Август
- Хуберт фон Мейеринк — советник фон Теккель
- Ханс Кларин — принц Калака
- Герберт Хюбнер — Хартог
- Пауль Эссер — привидение Тони
- Ханс Рихтер — привидение Йокель
- Георг Томалла — привидение Макс
- Курт Боис — привидение Хуго
- Вероника Фиц — София
- Эрнст Бартельс
- Пауль Бёс
- Ханс Баур
- Карл Хенфт
- Герберт Вайсбах

## Съёмочная группа
- режиссёр: Курт Хофман
- сценарий: Гюнтер Нойман, Хейнц Паук
- продюсер: Георг Витт
- оператор: Роберт Хофер
- композитор: Фридрих Холлендер, Олаф Бинерт, Альфред Штрассер
- художники: Хейн Хокрот, Вилли Шац
- звукооператор: Вальтер Рюланд
- редактор: Хильва фон Боро
- спецэффекты и комбинированные съёмки: Тео Нишвиц

## Награды
- «Серебряный приз» за лучший комедийный фильм на МКФ в Москве (июль, 1961 г.)
- Приз на МКФ в Карловых Варах (1961 г.)